# Révolte des Cabochiens
 (février 2013).
Guerre civile entre Armagnacs et Bourguignons
Batailles
La révolte des Cabochiens est un épisode de la guerre civile entre Armagnacs et Bourguignons. Au printemps 1413, Jean sans Peur, duc de Bourgogne, parvient à soulever le peuple de Paris et à imposer une réforme appelée ordonnance cabochienne. Mais après quelques mois, les Parisiens aspirent à un retour à l'ordre et les Armagnacs reprennent l'ascendant.

## Les Cabochiens
Après l'assassinat, le 23 novembre 1407, du duc Louis d'Orléans, frère cadet du roi Charles VI, par une bande de malfaiteurs masqués au service de Jean sans Peur, duc de Bourgogne, ce dernier domine Paris et s'est acquis une grande popularité auprès du peuple.
Il s'allie avec une faction populaire commandée par Simon le Coutelier dit Simon Caboche, d'où le nom de « Cabochiens » donné à ses partisans. Ils sont non seulement originaires pour l'essentiel des classes populaires de la cité parisienne, mais ils se recrutent aussi au sein de la corporation des bouchers, gens riches mais mal intégrés parmi les notables. Les Cabochiens, qui portaient un capuchon blanc, signe distinctif de leur parti, se livrent à des massacres dans les prisons et les rues de Paris. Ils commettent nombre d'assassinats, s'emparent de la Bastille le 27 avril 1413, mettent à mort le prévôt de Paris, Pierre des Essarts, pénètrent jusqu'au palais du roi, et, pendant quelque temps, exercent le pouvoir dans Paris.
Le principal enjeu de la révolte est le statut de la puissante corporation des bouchers. Les finances royales sont mises à mal par la guerre de Cent Ans. Isabeau de Bavière choisit Henri V d'Angleterre et cède au duc de Bourgogne. Les princes s'opposent à toute participation financière à l'effort de guerre. Caboche et les bouchers refusent de contribuer davantage, appelant de leurs vœux une participation financière des princes, remettant ainsi en cause les privilèges fiscaux de la noblesse. Les princes refusent au nom de leur rôle historique de défenseurs armés des paysans et du royaume. Les corporations, qui assurent, elles, la subsistance de la cité, sont conscientes de leur utilité sociale et estiment que cette position doit être reconnue. Une révolte s'ensuit. Caboche et ses soutiens obtiennent gain de cause dans une ordonnance royale.

## L'ordonnance cabochienne
Des universitaires en profitent pour préparer et proposer une réforme administrative, connue sous le nom d'« ordonnance cabochienne », et qui tend à brider le pouvoir monarchique, rappelant, par exemple, le consentement à l'impôt par les états généraux. Elle est promulguée le 27 mai. Cette ordonnance est en réalité l'œuvre des conseillers de Jean sans Peur, qui l'impose au roi Charles VI, mais son nom rappelle le contexte politique parisien dans lequel elle est signée.
Par les états généraux qui se sont ouverts en janvier 1413, le roi est contraint de signer l'ordonnance et de coiffer le capuchon des Cabochiens, en signe d'acceptation. Mais les exactions des Bourguignons et des Cabochiens rendent le peuple de Paris très mécontent et l'incitent à se soulever. De nombreux maîtres de l'Université réunis autour du duc de Bourgogne (Courtecuisse, Cauchon…) et la haute bourgeoisie parisienne emmenée par l'avocat Jean Jouvenel des Ursins favorisent, en réaction à ces excès, le retour des Armagnacs à la fin du mois d'août.

## La répression
Le poète Charles d'Orléans, fils du duc Louis d'Orléans assassiné en 1407, a épousé Bonne d'Armagnac, la fille du comte Bernard VII d'Armagnac. Le comte Bernard VII est un seigneur brutal et redouté se trouvant à la tête d'une armée nombreuse composée de soldats originaires des pays de l'Adour et de la Garonne.
Il se met à la disposition de son gendre et se rend maître de Paris. Les Cabochiens qui ne parviennent pas à s'enfuir sont exécutés et l'ordonnance est cassée le 5 septembre 1413. Simon Caboche réussit cependant à prendre la fuite avec Jean sans Peur mais la boucherie du Parvis-Notre-Dame est rasée.
Pour avoir réprimé l'insurrection des Cabochiens, Bernard VII est, en récompense, nommé connétable par la reine Isabeau de Bavière, qui préside le Conseil de Régence gouvernant le pays depuis que le roi a été frappé de folie quinze ans plus tôt.